# All your base are belong to us
All your base are belong to us (дословно переводится как «Все ваша база принадлежать нам») — грамматически ошибочная фраза из английского перевода вступления игры Zero Wing, ставшая известным интернет-мемом.

Фраза появляется во вступлении Zero Wing

Впервые эта фраза появилась в европейской версии игры для Sega Mega Drive. GIF-анимация с ней начала широко распространяться на интернет-форумах к началу 2000-х.

## История
Zero Wing была выпущена на японских игровых автоматах 1 июля 1989 года, а в Северной Америке — в апреле 1990 года. Европейский релиз состоялся на домашней консоли Sega Mega Drive в июле 1991 года.
Первые упоминания фразы можно увидеть в 1999 и начале 2000-х годов, когда анимированный GIF-файл вступления игры появился на форумах и сайтах. В ноябре 2000 года компьютерный программист из Канзас-Сити, участник форума Something Awful и по совместительству диджей Джеффри Рэй Робертс (1977–2011) из габбер-группы The Laziest Men on Mars записал трек «Invasion of the Gabber Robots», который сэмплировал часть музыки из оригинального саундтрека Zero Wing. В песне также можно услышать фразу All your base are belong to us. 16 февраля 2001 года пользователь Bad_CRC разместил анимационное музыкальное видео, сопровождающее песню, на сайте обмена флеш-играми и анимацией Newgrounds. Оно быстро распространилось в сети и вскоре стало интернет-мемом.
Рассказывая про мем, Тацуя Уэмура (программист и композитор игры) и Масахиро Юге (композитор) заявили, что плохой английский перевод в версии для Mega Drive был выполнен одним из членов компании Toaplan, отвечающих за экспорт и зарубежный бизнес.
Разные издания отмечают, что All your base are belong to us был уникален в том смысле, что, в отличие от других мемов того времени, в нём не было сексуальных намёков или вульгарности.

## Популярность

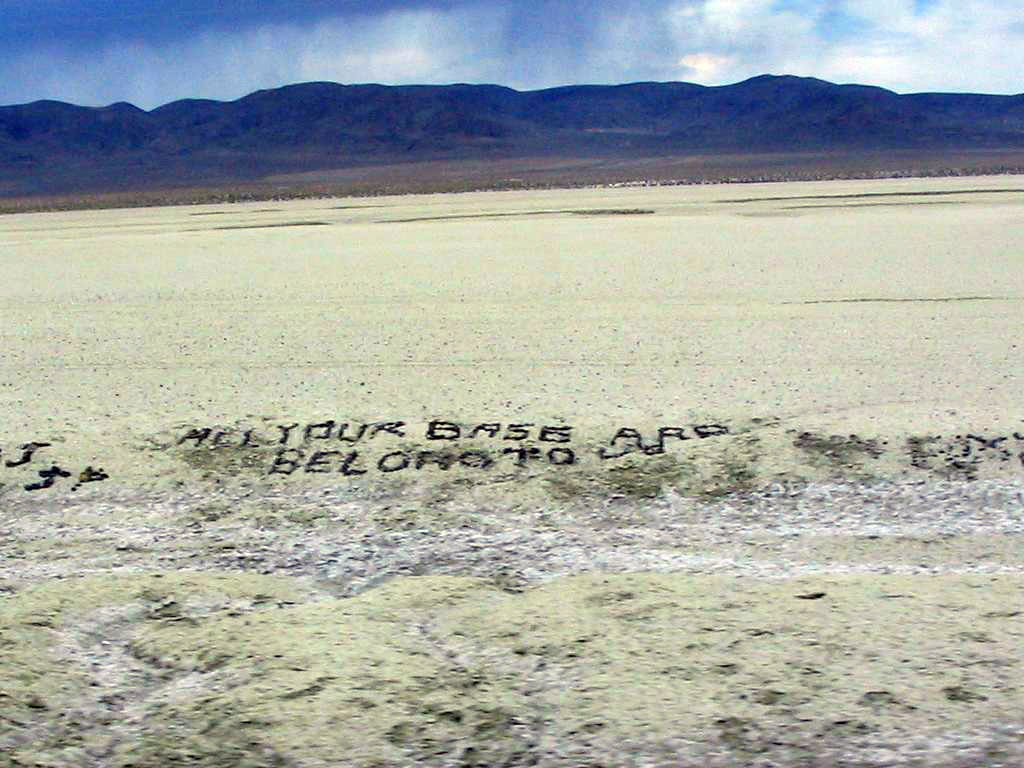
Граффити с фразой на обочине трассы US50

Фраза стала популярной за пределами форумов.
В феврале 2004 года студенты Университета штата Северная Каролина использовали фразу для сообщения через бегущую строку местного телеканала о закрытии школ из-за неблагоприятных погодных условий.
1 июня 2006 года фраза All your video are belong to us (с англ. — «Все ваши видео принадлежать нам») появилась под логотипом YouTube, когда платформа была временно недоступна из-за технического обслуживания. Некоторые пользователи сочли, что сайт был взломан, на что YouTube ответил: «Нет, нас не взломали. Проявите чувство юмора».
19 января 2019 года американский член Палаты представителей США Александрия Окасио-Кортес написала в Твиттере: «Все ваша база принадлежать нам» в ответ на опрос Hill-HarrisX, согласно которому 45% опрошенных республиканцев одобрили предложение Окасио-Кортес о введении предельной налоговой ставки в размере 70% для лиц, зарабатывающих более 10 миллионов долларов в год.